# Omicron2 Orionis
Pour les articles homonymes, voir Omicron Orionis.
Désignations
Omicron2 Orionis (en abrégé ο2 Ori) est une étoile géante de la constellation d'Orion. Elle est visible à l’œil nu avec une magnitude apparente de 4,06. L'étoile présente une parallaxe annuelle de 17,54 mas mesurée par le satellite Hipparcos, ce qui indique qu'elle est distante d'environ ∼ 186 a.l. (∼ 57 pc) de la Terre. À cette distance, sa luminosité est diminuée de 0,09 magnitude en raison de l'extinction créée par la poussière interstellaire présente entre l'étoile et la Terre.
Omicron2 Orionis est une étoile géante rouge de type spectral K2 IIIb. C'est une géante du red clump, ce qui indique qu'elle génère son énergie par la fusion de l'hélium dans son noyau. Elle est âgée d'environ 5,4 milliards d'années. L'étoile est 1,65 fois plus massive que le Soleil et son rayon est devenu 15 fois plus grand que celui du Soleil. Elle est 79 fois plus lumineuse que le Soleil et sa température de surface est de 4 498 K. Sa vitesse de rotation est trop faible pour pouvoir être mesurée.
Omicron2 Orionis fait très probablement partie du disque mince de la Voie lactée. Elle possède deux compagnons de 11e et 12e magnitudes recensés dans les catalogues d'étoiles doubles et multiples, mais tous deux apparaissent être purement optiques.